# Groß Schwülper
Groß Schwülper ist ein Ortsteil von Schwülper, einer Gemeinde im Landkreis Gifhorn in Niedersachsen.

## Geographie

### Lage
Groß Schwülper liegt im Südwesten des Landkreises Gifhorn, rund 16 Kilometer von der Kreisstadt Gifhorn entfernt. Rund drei Kilometer südlich von Groß Schwülper beginnt das Stadtgebiet von Braunschweig. Am Westrand von Groß Schwülper fließt die Oker vorbei.

## Geschichte
Um 1000 erfolgte die erste Erwähnung von Groß Schwülper als „Suilbore“. 1191 werden erstmals Herren von Schwülper erwähnt, als sie dem Stift Steterburg mehrere Hufen Land in Schwülper schenkten. Die Familie von Schwülper kam aus Mahrenholz.
Anfang des 13. Jahrhunderts kam Schwülper an die aus Meinersen stammenden Edelherren von Meinersen. Die Herren von Schwülper zogen nach Braunschweig. 1383 wird letztmals ein Ritter „von Swülber“ erwähnt.
1316 unterlagen die Edelherren von Meinersen in einer Fehde dem Herzog zu Braunschweig und Lüneburg, Otto II., der infolgedessen die Herrschaft Meinersen übernahm. Am 7. Dezember 1338 verkaufte Burchard IV. von Meinersen Gut und Dorf Schwülper an die Herzöge von Braunschweig-Lüneburg, in der darüber ausgestellten Urkunde wurde erstmals eine Kirche in Groß Schwülper erwähnt.
1340 übernahmen Conrad, Otto und ein weiterer Otto von Marenholtz Gut und Dorf Schwülper vom Herzog von Braunschweig-Lüneburg. 1480 bekamen die Herren von Marenholtz die Niedere Gerichtsbarkeit über Groß Schwülper, die sie bis zur Franzosenzeit innehatten. Nach einer Zeit wirtschaftlicher Blüte folgte ein Niedergang des Gutes. 
1604 veräußerte Eberhardt von Marenholz (1574?–1633), der sich in Ostfriesland niedergelassen hatte und später dort Vater Johanns von Marenholz und Vogt der Vogtei Schwei wurde, zusammen mit seinen Geschwistern das verschuldete Gut Groß Schwülper an seinen Verwandten Asche von Marenholtz (1550–1607) aus Warmbüttel. Dieser begründete die jüngere Linie des Hauses Schwülper. 1613 ließen die Nachkommen von Asche von Marenholtz ein Epitaph anfertigen, das heute noch in der Kirche von Groß Schwülper zu sehen ist.
1618/19 stiftete sein Sohn Gebhard von Marenholtz († 1645), der das Gut Groß Schwülper geerbt hatte, das Hospital St. Gebharde. Einer seiner drei Brüder, Hennig Philipp von Marenholtz, übernahm später das Gut Groß Schwülper. Asche Christoph von Marenholtz (1645–1713), ein Enkel von Gebhard von Marenholtz, wurde mit kaiserlichem Diplom vom 2. November 1682 in den Reichsfreiherrenstand erhoben. Seine Nachkommen teilten sich in die Linien Groß Schwülper und Dieckhorst.
Von 1709 bis 1711 bekam die Kirche ihre heutige Gestalt. Damals war Christoph Wiegeleben Pastor in Groß Schwülper und Freiherr Asche Christoph von Marenholtz Kirchenpatron.

Karte von Groß Schwülper (1822)

Von 1718 bis 1722 ließ Georg Wilhelm von Marenholtz durch Christian Georg Vick ein neues Herrenhaus erbauen. Am Westportal wurde eine Rose aus dem Wappen der Familie von Marenholtz angebracht. 1735 wird Georg Wilhelm von Marenholtz als Patron der Kirche in Groß Schwülper genannt.
In der Franzosenzeit gehörte Groß Schwülper zum Königreich Westphalen.

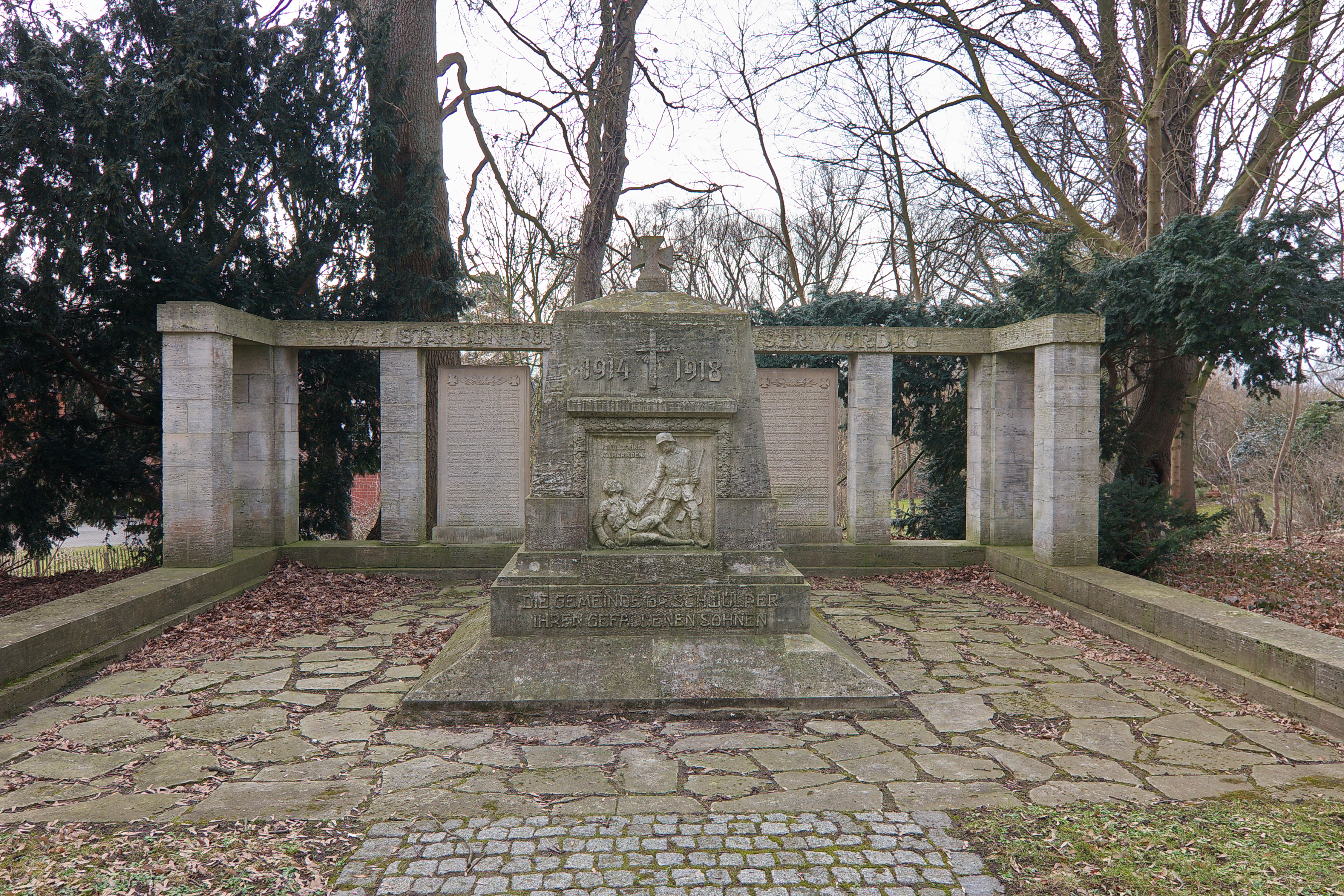
Kriegerdenkmal

1847 wurde eine Ziegelei gegründet. 1885 erfolgte die Gründung des Landkreises Gifhorn, dem Groß Schwülper seitdem angehört. 1912 folgte der Bau einer zweiklassigen Volksschule, die nach dem Umzug der Schule in einen Neubau bis 2021 als Gemeindeverwaltung genutzt wurde.
1945, zum Ende des Zweiten Weltkriegs, nahm US-amerikanisches Militär Groß Schwülper ein und beschlagnahmte das Schloss Groß Schwülper. Die Familie von Marenholtz musste ihr Schloss räumen und zog auf ihr Gut Warxbüttel. Nach dem Abzug der amerikanischen und später britischen Soldaten kamen Flüchtlinge im Schloss unter. Im Laufe der Zeit verfiel das Schloß. Pläne, es als Altenheim zu nutzen, wurden nicht realisiert. 1972 wurde das Schloß Groß Schwülper abgerissen. Heute erinnern noch die Straßennamen Schloßstraße und Schloßgarten sowie die Schloss-Apotheke an das ehemalige Schloss. Die Gaststätte „Zum Schloßkrug“ wurde inzwischen in „Fellini“ umbenannt.
Im Zuge der Gebietsreform in Niedersachsen wurde die zuvor selbständige Gemeinde Groß Schwülper am 1. März 1974 in die Gemeinde Schwülper eingemeindet.

### Einwohnerentwicklung
| Jahr      | 1821 | 1871 | 1910 | 1925 | 1933 | 1939 | 1950 | 1961 | 1970 | 1980 | 1990 | 2000 | 2018 |
| --------- | ---- | ---- | ---- | ---- | ---- | ---- | ---- | ---- | ---- | ---- | ---- | ---- | ---- |
| Einwohner | 470  | 534  | 680  | 713  | 637  | 668  | 1102 | 1151 | 1336 | 1948 | 2003 | 2724 | 3293 |

## Religion

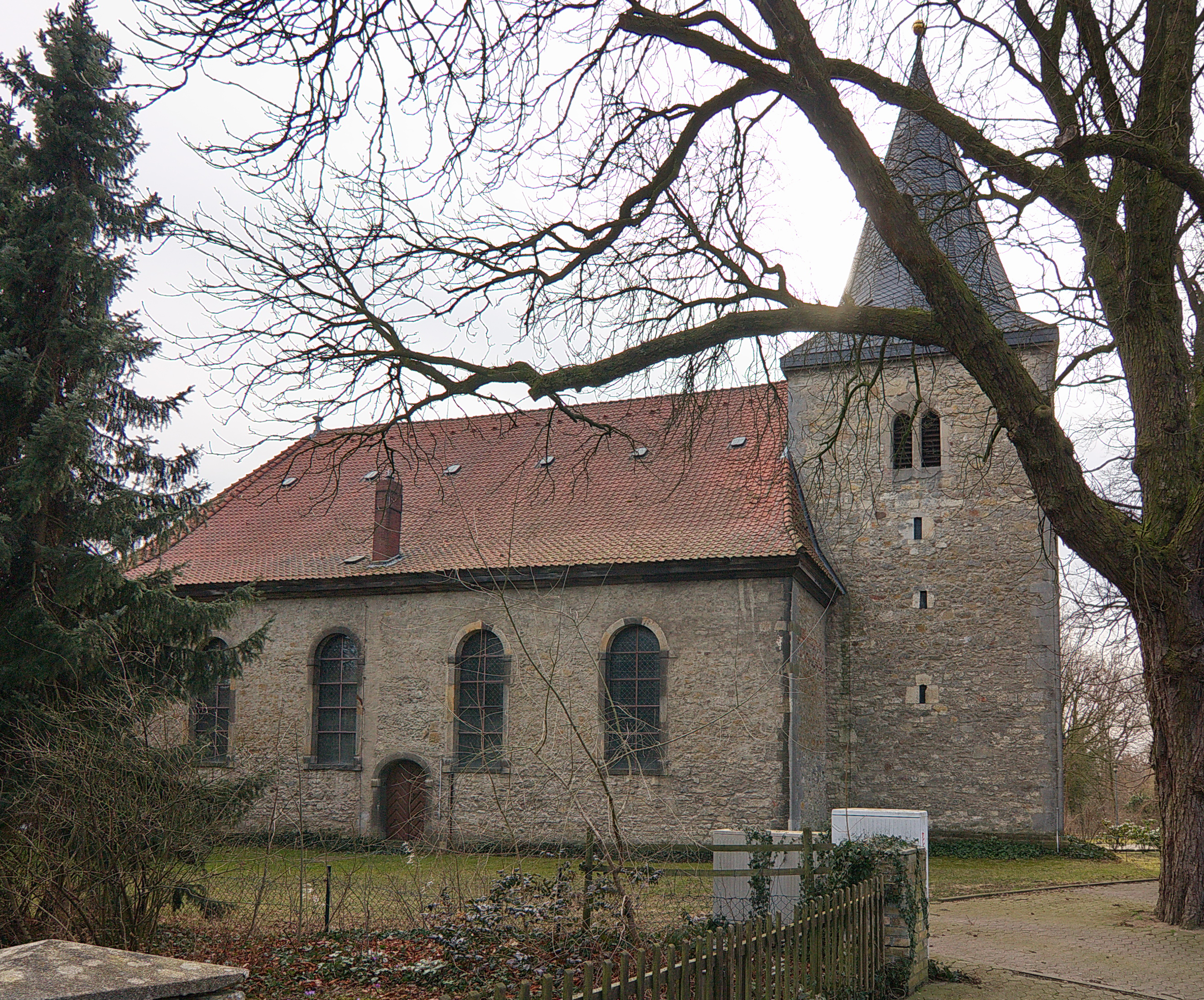
St.-Nikolaus-Kirche

Groß Schwülper wurde durch die Reformation protestantisch geprägt. In Groß Schwülper steht die evangelisch-lutherische St.-Nikolaus-Kirche, ihre gleichnamige Kirchengemeinde gehört zum Kirchenkreis Gifhorn im Sprengel Lüneburg der Evangelisch-lutherischen Landeskirche Hannovers. Das Kirchenpatronat übte jahrhundertelang die Familie von Marenholtz aus, bis 1969 Alexander Freiherr von Marenholtz-Nolde auf dieses Amt verzichtete.
Nachdem sich infolge des Zweiten Weltkriegs durch die Flucht und Vertreibung Deutscher aus Mittel- und Osteuropa Menschen anderer Konfessionen in Groß Schwülper niedergelassen hatten, mieteten im Juni 1946 Baptisten und Katholiken gemeinsam die Stiftskapelle des Hospitals St. Gebharde. Sonntags fanden die katholischen Gottesdienste vormittags und die Baptisten-Gottesdienste nachmittags statt.
Die evangelisch-freikirchliche Gemeinde Schwülper (Baptisten) gehört zum Bund Evangelisch-Freikirchlicher Gemeinden. Sie bildete sich nach 1945 und übernahm 1960/70 das ehemalige Hospital St. Gebharde, das sie bis heute für ihre Gottesdienste und Gemeindeveranstaltungen nutzt.
Katholiken in Groß Schwülper gehören zur Pfarrei St. Altfrid (Gifhorn) mit der nähergelegenen Filialkirche St. Andreas (Meine). Die nächstgelegene katholische Kirche ist jedoch St. Elisabeth (Wendeburg). Von 1946 bis mindestens 1966 fanden in Groß Schwülper katholische Gottesdienste statt, in der Stiftskapelle des Hospitals St. Gebharde.

## Kultur und Sehenswürdigkeiten

### Musik
Die „Chorgemeinschaft 1864 Groß Schwülper e. V.“ wurde 1864 als Männerchor (MGV) gegründet. 1932 folgte die Gründung eines Frauenchores. Von 1969 bis 1972 fusionierten beide Chöre zur heutigen Chorgemeinschaft. 1979 entstand ein Kinder- und Jugendchor.

### Bauwerke

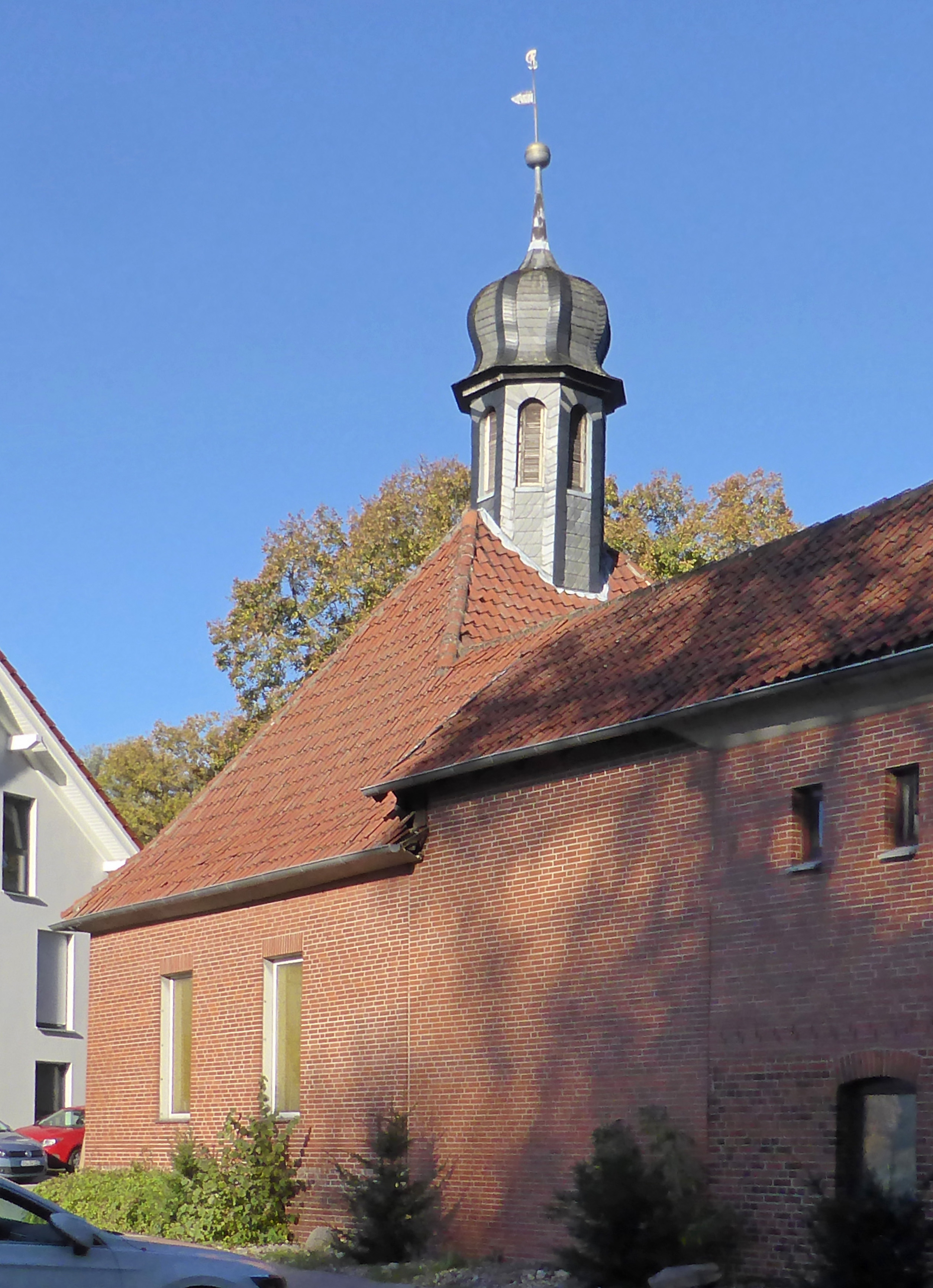
Stiftskapelle

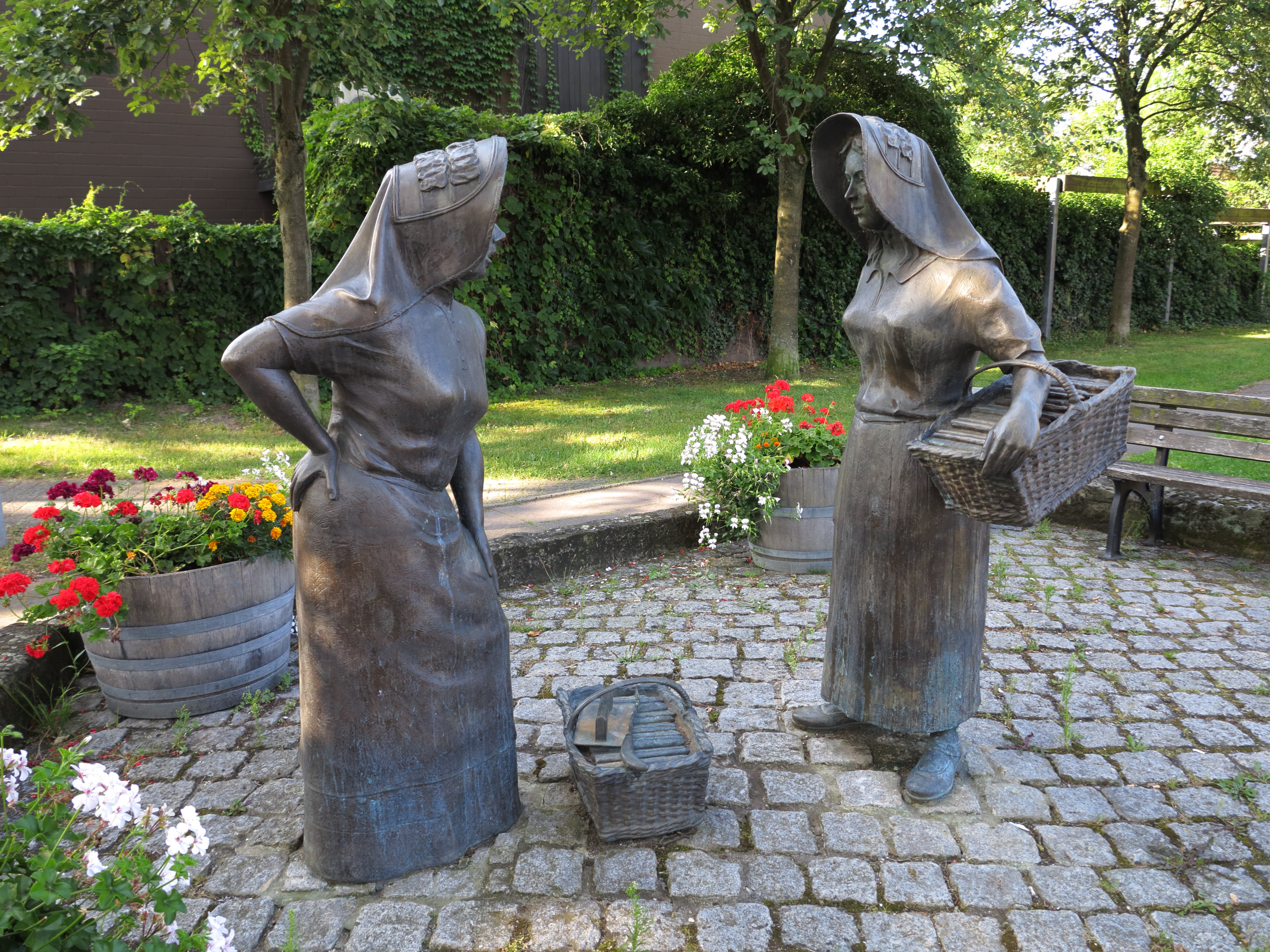
Spargelfrauen

Im Denkmalatlas Niedersachsen sind nur wenige Bauwerke in Groß Schwülper als Baudenkmale aufgeführt: die St.-Nikolaus-Kirche, das ehemalige Hospital St. Gebharde, das Bürgerhaus und der Friedhof der Familie von Marenholtz.

#### St.-Nikolaus-Kirche
Eine Kirche in Groß Schwülper wird erstmals in einer Urkunde von 1338 erwähnt. Die heutige St.-Nikolaus-Kirche wurde nach einem Entwurf von Johann Caspar von Völcker von 1709 bis 1711 erbaut, ihr Turm stammt aus älterer Zeit. Im Glockenstuhl hängen zwei Kirchenglocken, die 1922 vom Bochumer Verein gegossen wurden. Ihre Orgel wurde 1887 von P. Furtwängler & Hammer gebaut. Unter der Kirche befindet sich eine Gruft für das Erbbegräbnis der Patronatsfamilie von Marenholtz, die bis in die zweite Hälfte des 19. Jahrhunderts für Bestattungen genutzt wurde. Der an der Kirche gelegene Friedhof wurde 1890 eingeebnet.

#### Hospital St. Gebharde
Das Stift St. Gebharde wurde 1618 von Gebhard von Marenholtz als Armenhaus für bis zu 40 Bewohner eingerichtet. Der in Fachwerkbauweise errichtete Gebäudekomplex ist als Vierseitenanlage mit einem großen Innenhof und einer 1726 auf quadratischem Grundriss erbauten Kapelle ausgeführt. Die 1716 umgegossene Glocke im Dachreiter der Kapelle trägt die Inschrift Georg Wilhelm von Marenholtz’. Nachdem das Stiftungskapital durch die Inflation 1923 und die Währungsreform 1948 entwertet geworden war, übernahm die Evangelisch-Freikirchliche Gemeinde Schwülper (Baptisten) das Stift von der Familie von Marenholtz. Seit den 1990er Jahren ist die Stiftsanlage als Baudenkmal ausgewiesen, ein Zimmer ist nach historischem Vorbild eingerichtet. Zum jährlichen Tag des offenen Denkmals ist der Gebäudekomplex zu besichtigen.

#### Bürgerhaus
Das Bürgerhaus Groß Schwülper ist ein Zweiständerhaus aus dem Jahr 1725 (Hauptstraße 18).

#### Denkmäler
Das Kriegerdenkmal befindet sich an der St.-Nikolaus-Kirche und erinnert an die Opfer der beiden Weltkriege.
Das Spargelfrauen-Denkmal wurde 1997 von Georg Arfmann geschaffen.

### Grünflächen und Naherholung

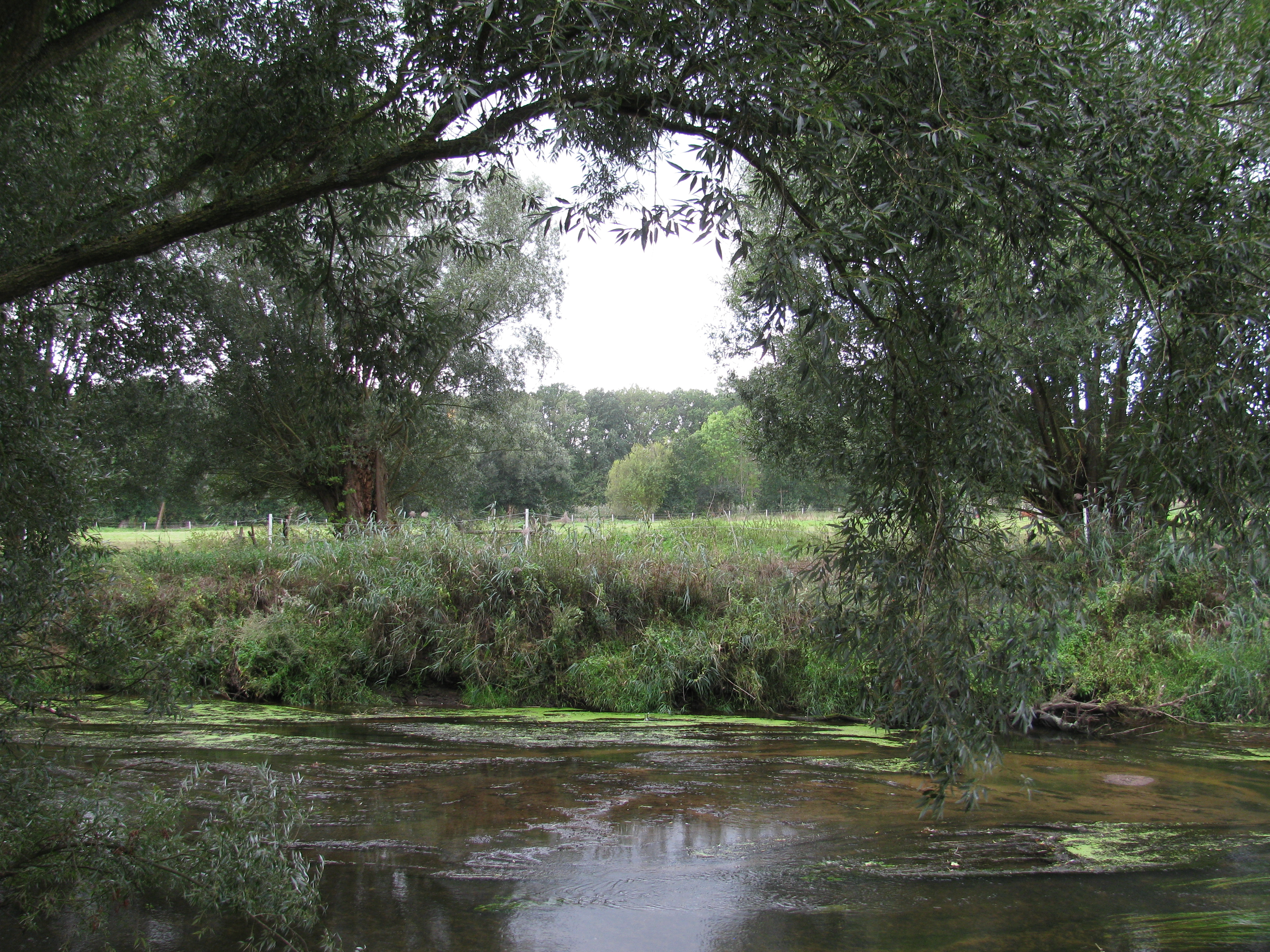
Okeraue

Am Westrand von Groß Schwülper befindet sich das Naturschutzgebiet Nördliche Okeraue zwischen Hülperode und Neubrück. Im Norden von Groß Schwülper lädt ein bis Neubrück reichendes Waldgebiet zum Spaziergang ein.

### Sport
In der „SV (Sportvereinigung) von 1912 Groß Schwülper e. V.“ wird Badminton, Fußball, Gymnastik, Tanzsport, Turnen und Volleyball ausgeübt. Fußball wird auch im „FC (Fußballclub) Schwülper e. V.“ gespielt, der 2018 aus den Vereinen „FSV Okertal e. V.“, „JSG Okertal“ und „TSV Rothemühle e. V.“ entstand.
Tennis bietet der „Tennisclub (TC) Schwülper e. V.“ an, der 1974 gegründete Verein verfügt über mehrere Tennisplätze und eine 1998 errichtete Tennishalle. Dem Sportschießen widmet sich der 1969 gegründete Schützenverein Groß Schwülper, er verfügt über ein von 1981 bis 1984 erbautes Schützenhaus. Das Angeln (Fischfang) ist das Metier des „ASV (Angelsportverein) Groß Schwülper e. V.“

### Regelmäßige Veranstaltungen
In Groß Schwülper finden jährlich der Papenteich-Cup (Fußballhallenturnier des FC Schwülper), der Ostermarkt, der Hofbrauhaus Wolters Cup (Fußballturnier des FC Schwülper), der Herbstmarkt, der Adventsmarkt und das Adventskonzert statt. Am Tag des offenen Denkmals ist das Stift St. Gebharde zu besichtigen. Im Zweijahresrhythmus finden die Kulturnacht sowie der Märchenwald der Chorgemeinschaft statt.

## Wirtschaft und Infrastruktur

### Unternehmen
In Groß Schwülper, der größten Ortschaft der Gemeinde Schwülper, sind verschiedene Einzelhandelsgeschäfte des täglichen Bedarfs, Gaststätten, Dienstleistungsunternehmen, Handwerksbetriebe und Seniorenheime ansässig. Die Deutsche Post, die Sparkasse Celle-Gifhorn-Wolfsburg und die Volksbank BRAWO (vormals „Volksbank Papenteich eG“) sind mit Niederlassungen in Groß Schwülper vertreten.

### Öffentliche Einrichtungen

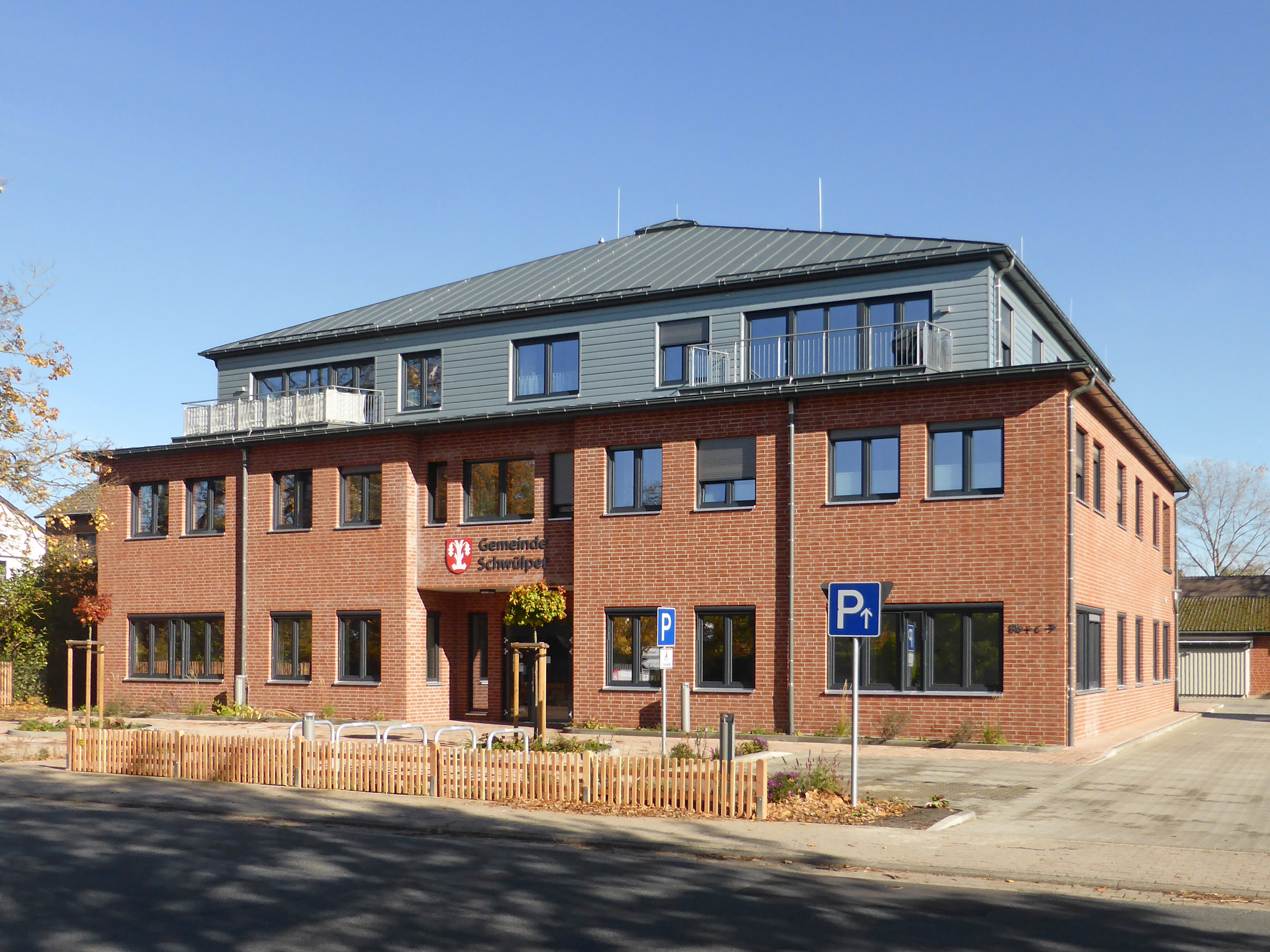
Gemeindeverwaltung

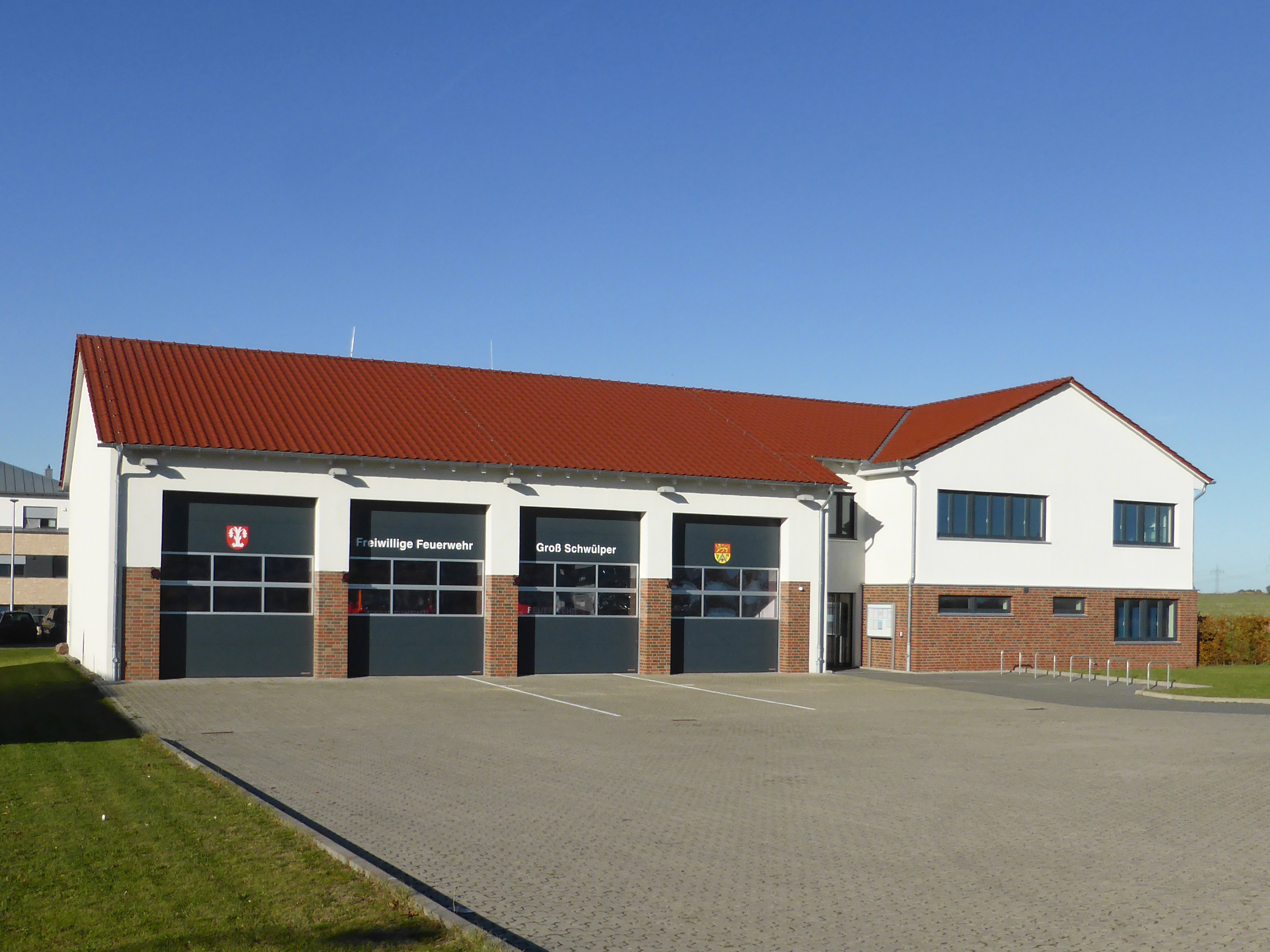
Feuerwehrhaus

Die Verwaltung der Gemeinde Schwülper bezog 2021 einen Neubau an der Schloßstraße, zuvor war sie im ehemaligen Schulgebäude aus dem Jahre 1912 an der Hauptstraße ansässig.
Die Freiwillige Feuerwehr Groß Schwülper wurde im Jahre 1899 gegründet verfügt über ein Feuerwehrhaus aus dem Jahre 2015. Seit dem 12. Juni 2022 hat Groß Schwülper auch eine Kinderfeuerwehr.
Für öffentliche und private Veranstaltungen stehen die 1999 erbaute Okerhalle und das 1991/92 in einem denkmalgeschützten Fachwerkhaus von 1725 eingerichtete Bürgerhaus zur Verfügung.
Der Friedhof besteht seit 1855 an der heutigen Stelle und befindet sich in kirchlicher Trägerschaft, die 1966 erbaute Friedhofskapelle wird von der Samtgemeinde Papenteich unterhalten. Für Kinder stehen drei Spielplätze und das 1999 erbaute Jugendhaus zur Verfügung.

### Bildung
Das „Kinderzentrum Pusteblume Schwülper e. V.“ besteht seit 2006 und betreibt eine Kinderkrippe sowie seit 2012 auch den Waldkindergarten „Okerfüchse“. Die Kindertagesstätte des Deutschen Roten Kreuzes befindet sich neben der Grundschule.
In Groß Schwülper bestehen eine Grundschule und eine Oberschule, die jeweils von einem Förderverein unterstützt werden. Die Oberschule wurde 2011 gegründet und bietet seit 2014 auch ein gymnasiales Angebot. 2009 erfolgte die Grundsteinlegung für ihr neues Schulgebäude an der Straße „Zum Dallmorgen“. Die Gebhard-von-Marenholtz-Schule, eine Hauptschule, bestand am Standort der heutigen Grundschule an der Schulstraße. Bei der niedersächsischen Mathematik-Olympiade im März 2002 errang in der 5. Klasse ein Schüler der Gebhard-von-Marenholtz-Schule den 1. Preis.

### Verkehr
Durch Groß Schwülper verläuft die Landesstraße 321, die in der Ortslage von Groß Schwülper die Bezeichnung „Hauptstraße“ trägt. Die Landesstraße 321 beginnt an der Bundesstraße 444 in Peine und führt über Wendeburg, Groß Schwülper und Meine bis zur Bundesautobahn 39 bei Wolfsburg-Fallersleben. In nördlicher Richtung führt die Kreisstraße 54, die in Groß Schwülper beginnt und hier als „Schloßstraße“ bezeichnet wird, über Warxbüttel bis nach Rethen. In Groß Schwülper beginnt auch die Kreisstraße 104, die hier die Bezeichnung „Braunschweiger Straße“ trägt und in südlicher Richtung bis zur Kreisstraße 56 zwischen Lagesbüttel und Walle verläuft.
Rund zwei Kilometer südlich von Groß Schwülper verläuft die Bundesautobahn 2, die von Groß Schwülper über die Anschlussstellen 59 (Braunschweig-Watenbüttel) und 54 (Braunschweig-Hafen) erreichbar ist. Die Bundesstraße 214 verläuft knapp zwei Kilometer westlich von Groß Schwülper.
Linienbusse fahren von Groß Schwülper bis nach Braunschweig und Gifhorn, an Schultagen auch bis nach Meine und Rolfsbüttel, und an Arbeitstagen des Volkswagenwerkes Wolfsburg auch dorthin.

## Persönlichkeiten

### Söhne und Töchter von Groß Schwülper
- Margarete von Hindenburg (1897–1988), geb. Freiin von Marenholtz, Schwiegertochter des deutschen Reichspräsidenten Paul von Hindenburg